# إلياس ديفيد ساسون
إلياس ديفيد ساسون (27 مارس 1820 - 21 مارس 1880) كان تاجرًا يهوديًا هنديًا بغداديًا. كان ابن ديفيد ساسون وعضوًا في عائلة ساسون. حقق ساسون ثروة هائلة إلى جانب عائلته وكان مؤسس شركة ED Sassoon &amp; Co.، وهي شركة تجارية أسسها عام 1867.

## الحياة المبكرة والخلفية
وُلِد ساسون في بغداد لعائلة يهودية بغدادية، وكان الابن الثاني لديفيد ساسون وعضوًا في عائلة ساسون. كان والده ديفيد، تاجرًا يهوديًا عراقيًا بغداديًا فر مع عائلته من بغداد إلى بومباي، الهند، في عام 1832، وبدأ لاحقًا في التجارة في المنسوجات. كان ساسون واحدًا من 14 شقيقًا.

## الحياة مهنية
في عام 1832، أسس والد ساسون، ديفيد، شركة ديفيد ساسون وأبناؤه، والتي أصبحت فيما بعد شركة ديفيد ساسون وشركاه، وهي شركة تجارية. بعد حرب الأفيون الأولى، التي انتهت في عام 1842، أرسل والده، ديفيد، ساسون، في سن الرابعة والعشرين، إلى الصين للبحث عن فرص جديدة لأعمال عائلته التجارية.
في عام 1844، وصل ساسون إلى غوانجو، المعروفة آنذاك باسم كانتون، وفي عام 1845، انتقل إلى شنغهاي بعد إدراكه أن أفضل فرص العمل كانت في شنغهاي. كان لساسون دور فعال في نمو أعمال عائلته في الصين. في خمسينيات القرن التاسع عشر، أصبح ساسون وشقيقه الأكبر، ألبرت، شركاء في شركة ديفيد ساسون وشركاه، مع والدهما. وسع ساسون أعمال عائلة ساسون في الصين، وفي النهاية، حملت الأسطول التجاري للعائلة حوالي خمس إجمالي الأفيون المستورد إلى الصين. كانت أعمال ساسون تبيع الأفيون والمنسوجات البريطانية في الصين مقابل الحرير والشاي والفضة.
في عام 1867، انفصل ساسون عن شركة عائلته وأنشأ شركته الخاصة، والتي أطلق عليها اسم ED Sassoon &amp; Co.، نتيجة لعداء مع شقيقه ألبرت. نشأ العداء من الاستياء من تعيين ألبرت كرئيس للعائلة ووضعه مسؤولاً عن أعمال العائلة بعد وفاة والدهم، ديفيد، في عام 1864. كما جعل ساسون من سياسة العمل أن شركته، ED Sassoon & Co.، ستتنافس بشكل مباشر مع David Sassoon & Co. في كل مجال والمنتج القابل للتداول. بعد تأسيس ED Sassoon & Co.، كان يستورد القماش من بريطانيا ويبيعه إلى المتاجر الفاخرة في شنغهاي التي كانت تلبي احتياجات المستوطنين الأوروبيين الأثرياء في المدينة.

## الحياة الشخصية والموت
كان ساسون متزوجًا من ليا جوباي. وكان لديهما 6 أطفال، بما في ذلك يعقوب وإدوارد وجوزيف وهانا. في عام 1878، أنشأ ساسون المقبرة اليهودية، تشينشبوكلي في ذكرى ابنه جوزيف، الذي توفي في شنغهاي عام 1868. تزوجت ابنته هانا من ساسون ديفيد. توفي عام 1880 في سيلان البريطانية. بنى أبناء ساسون معبد كينيسيث إلياهو في مومباي، والذي اكتمل بناؤه عام 1884، في ذكرى ساسون. بعد وفاته، تولى ابنه، جاكوب ساسون قيادة شركة ED Sassoon & Co. في عام 1909، أصبح ابنه، جاكوب، أول بارونيت في بومباي في بارونيتاج المملكة المتحدة.